# Quy tắc l'Hôpital
Trong giải tích, Quy tắc l'Hôpital (cách viết khác l'Hospital, tiếng Pháp: [lopital], phát âm như Lô-pi-tan), cũng được gọi là quy tắc Bernoulli, là quy tắc sử dụng đạo hàm để tính toán các giới hạn có dạng vô định. Ứng dụng của quy tắc này là đưa dạng vô định trở thành dạng hữu hạn, cho phép tính toán giới hạn một cách dễ dàng. Quy tắc này được đặt theo tên của nhà toán học người Pháp Guillaume de l'Hôpital. Ông đã phát biểu quy tắc này trong cuốn sách Analyse des Infiniment Petits pour l'Intelligence des Lignes Courbes (1696) của mình - cuốn sách đầu tiên về vi phân. Tuy nhiên, công thức này được cho là do nhà toán học người Thụy Sĩ Johann Bernoulli phát hiện.
Định lý Stolz–Cesàro là một kết quả tương tự về giới hạn của các dãy, nhưng nó chỉ sử dụng sai phân hữu hạn thay vì đạo hàm.
Dạng đơn giản nhất của quy tắc l'Hôpital được phát biểu như sau: Cho hai hàm số ƒ và g:
Nếu {\textstyle \lim _{x\to c}f(x)=\lim _{x\to c}g(x)=0}
hoặc {\textstyle \pm \infty } và {\textstyle \lim _{x\to c}{\frac {f'(x)}{g'(x)}}} tồn tại, thì
{\displaystyle \lim _{x\to c}{\frac {f(x)}{g(x)}}=\lim _{x\to c}{\frac {f'(x)}{g'(x)}}}.
Việc lấy đạo hàm của tử số và mẫu số thường làm đơn giản thương số, hoặc làm khử dạng vô định.

## Dạng tổng quát
Dạng chung của quy tắc l'Hôpital bao gồm nhiều trường hợp khác. Giả sử c và L là các số thuộc tập số thực mở rộng (tức là bao gồm tập số thực và hai giá trị dương vô cùng và âm vô cùng). Nếu
{\displaystyle \lim _{x\to c}{f(x)}=\lim _{x\to c}g(x)=0}
hoặc
{\displaystyle \lim _{x\to c}{f(x)}=\pm \lim _{x\to c}{g(x)}=\pm \infty }.
Và giả sử
{\displaystyle \lim _{x\to c}{\frac {f'(x)}{g'(x)}}=L}.
thì
{\displaystyle \lim _{x\to c}{\frac {f(x)}{g(x)}}=L}.
Quy tắc này vẫn đúng đối với giới hạn một bên.

## Điều kiện tồn tại giới hạn
Điều kiện giới hạn
{\displaystyle \lim _{x\to c}{\frac {f'(x)}{g'(x)}}}
tồn tại là cần thiết. Thực hiện phép lấy vi phân của một giới hạn dạng vô định có thể dẫn đến một giới hạn không tồn tại, và nếu điều này xảy ra thì quy tắc l'Hôpital sẽ không đúng. Ví dụ, nếu ƒ(x) = x + sin(x) và g(x) = x, thì
{\displaystyle \lim _{x\to \infty }{\frac {f'(x)}{g'(x)}}=\lim _{x\to \infty }{\frac {1+\cos x}{1}}},
không tồn tại, trong khi
{\displaystyle \lim _{x\to \infty }{\frac {f(x)}{g(x)}}=\lim _{x\to \infty }\left(1+{\frac {\sin x}{x}}\right)=1}.

## Ví dụ
- Đây là một ví dụ liên quan đến hàm sinc và dạng vô định 0/0:

{\displaystyle {\begin{aligned}\lim _{x\to 0}\operatorname {sinc} (x)&=\lim _{x\to 0}{\frac {\sin \pi x}{\pi x}}\\&=\lim _{y\to 0}{\frac {\sin y}{y}}\\&=\lim _{y\to 0}{\frac {\cos y}{1}}\\&=1\end{aligned}}}.
Như vậy, giới hạn trên là định nghĩa của đạo hàm hàm số sin tại 0.
- Đây là một ví dụ phức tạp hơn về dạng 0/0: sau khi áp dụng quy tắc l'Hôpital vẫn dẫn tới một dạng vô định. Trong những trường hợp này, ta có thể áp dụng quy tắc l’Hôpital nhiều lần để tính giới hạn:

{\displaystyle {\begin{aligned}\lim _{x\to 0}{\frac {2\sin x-\sin 2x}{x-\sin x}}&=\lim _{x\to 0}{\frac {2\cos x-2\cos 2x}{1-\cos x}}\\&=\lim _{x\to 0}{\frac {-2\sin x+4\sin 2x}{\sin x}}\\&=\lim _{x\to 0}{\frac {-2\cos x+8\cos 2x}{\cos x}}\\&={\frac {-2+8}{1}}=6\end{aligned}}}.
- Ví dụ sau cũng về dạng vô định 0/0. Giả sử b > 0. Khi đó

{\displaystyle \lim _{x\to 0}{\frac {b^{x}-1}{x}}=\lim _{x\to 0}{\frac {b^{x}\ln b}{1}}=\ln b\lim _{x\to 0}{b^{x}}=\ln b}.
- Một ví dụ khác về dạng 0/0:

{\displaystyle \lim _{x\to 0}{\frac {e^{x}-1-x}{x^{2}}}=\lim _{x\to 0}{\frac {e^{x}-1}{2x}}=\lim _{x\to 0}{\frac {e^{x}}{2}}={\frac {1}{2}}}.
- Ví dụ sau liên quan đến dạng ∞/∞. Giả sử n là một số nguyên dương. Khi đó

{\displaystyle \lim _{x\to \infty }x^{n}e^{-x}=\lim _{x\to \infty }{\frac {x^{n}}{e^{x}}}=\lim _{x\to \infty }{\frac {nx^{n-1}}{e^{x}}}=n\lim _{x\to \infty }{\frac {x^{n-1}}{e^{x}}}}.
Sau đó áp dụng liên tiếp quy tắc l'Hôpital cho đến khi số mũ là 0, ta kết luận giới hạn bằng 0.
- Một ví dụ khác về dạng ∞/∞:

{\displaystyle \lim _{x\to 0^{+}}x\ln x=\lim _{x\to 0^{+}}{\frac {\ln x}{\frac {1}{x}}}=\lim _{x\to 0^{+}}{\frac {1/x}{-{\frac {1}{x^{2}}}}}=\lim _{x\to 0^{+}}-x=0}.
- Người ta cũng sử dụng quy tắc l'Hôpital để chứng minh định lý sau: Nếu f'' liên tục tại x thì

{\displaystyle {\begin{aligned}\lim _{h\to 0}{\frac {f(x+h)+f(x-h)-2f(x)}{h^{2}}}&=\lim _{h\to 0}{\frac {f'(x+h)-f'(x-h)}{2h}}\\&=f''(x)\end{aligned}}}.
- Đôi khi quy tắc L'Hôpital được sử dụng một cách khéo léo như sau: Cho {\displaystyle f(x)+f'(x)} hội tụ khi {\displaystyle x\to \infty }. Khi đó:

{\displaystyle \lim _{x\to \infty }f(x)=\lim _{x\to \infty }{\frac {e^{x}f(x)}{e^{x}}}=\lim _{x\to \infty }{\frac {e^{x}(f(x)+f'(x))}{e^{x}}}=\lim _{x\to \infty }(f(x)+f'(x))}
và do đó {\displaystyle \lim _{x\to \infty }f(x)} tồn tại và {\displaystyle \lim _{x\to \infty }f'(x)=0}.

## Các dạng vô định khác
Các dạng vô định khác, bao gồm 1∞, 00, ∞0, 0.∞, và ∞ − ∞, đôi lúc có thể tính được dựa vào quy tắc l'Hôpital. Ví dụ, để tính giới hạn dạng ∞ − ∞, chuyển hiệu của hai hàm số thành một thương hai hàm số:
{\displaystyle {\begin{aligned}\lim _{x\to 1}\left({\frac {x}{x-1}}-{\frac {1}{\ln x}}\right)&=\lim _{x\to 1}{\frac {x\ln x-x+1}{(x-1)\ln x}}=\lim _{x\to 1}{\frac {\ln x}{{\frac {x-1}{x}}+\ln x}}\quad (1)\\&=\lim _{x\to 1}{\frac {x\ln x}{x-1+x\ln x}}=\lim _{x\to 1}{\frac {1+\ln x}{1+1+\ln x}}\quad (2)\\&=\lim _{x\to 1}{\frac {1+\ln x}{2+\ln x}}={\frac {1}{2}}\end{aligned}}}.
Ở trên quy tắc l'Hôpital đã được áp dụng ở các bước (1) và (2).
Quy tắc l'Hôpital có thể được dùng đối với dạng vô định liên quan đến số mũ bằng cách sử dụng phép tính logarit để chuyển số mũ xuống dưới. Đây là một ví dụ về dạng 00:
{\displaystyle \lim _{x\to 0^{+}}x^{x}=\lim _{x\to 0^{+}}e^{\ln x^{x}}=\lim _{x\to 0^{+}}e^{x\ln x}=e^{\lim _{x\to 0^{+}}x\ln x}}.
Ta được phép chuyển giới hạn vào trong hàm số mũ vì hàm mũ là hàm liên tục. Số mũ x đã được "chuyển xuống dưới". Giới hạn {\displaystyle \scriptstyle \lim _{x\to 0^{+}}x\ln x} thuộc dạng vô định 0•(−∞), nhưng như ta thấy ở trên, quy tắc l'Hôpital có thể được dùng để xác định giới hạn này:
{\displaystyle \lim _{x\to 0^{+}}x\ln x=0}.
Do đó
{\displaystyle \lim _{x\to 0^{+}}x^{x}=e^{0}=1}.

## Trường hợpfvàgkhả vi tạic
Chứng minh của quy tắc l'Hôpital rất đơn giản trong trường hợp ƒ và g khả vi tại điểm c. Đây không phải là chứng minh của quy tắc l'Hôpital tổng quát.
Cho hai hàm số  ƒ và g liên tục và khả vi tại c, ƒ(c) = g(c) = 0, và g′(c) ≠ 0. Khi đó
{\displaystyle \lim _{x\to c}{\frac {f(x)}{g(x)}}=\lim _{x\to c}{\frac {f(x)-f(c)}{g(x)-g(c)}}=\lim _{x\to c}{\frac {\frac {f(x)-f(c)}{x-c}}{\frac {g(x)-g(c)}{x-c}}}={\frac {\lim _{x\to c}{\frac {f(x)-f(c)}{x-c}}}{\lim _{x\to c}{\frac {g(x)-g(c)}{x-c}}}}=\lim _{x\to c}{\frac {f'(x)}{g'(x)}}}.
(chú ý là ƒ(c) = g(c) = 0). Điều này bắt nguồn từ quy tắc tính giới hạn của thương và định nghĩa đạo hàm.
Điều này gợi một cách chứng minh cho quy tắc l'Hôpital tổng quát, không yêu cầu hai hàm ƒ và g phải khả vi tại điểm  c. Xem chứng minh bên dưới.

## Cách hiểu hình học
Cho đường cong trong mặt phẳng, trong đó trục Ox được cho bởi g(t) và trục Oy cho bởi ƒ(t) – ví dụ
{\displaystyle t\mapsto [g(t),f(t)]}.
Giả sử ƒ(c) = g(c) = 0. Giới hạn của tỉ số ƒ(t)/g(t) khi t → c là slope của tiếp tuyến đến đường cong tại điểm [0, 0]. Tiếp tuyến của đường cong tại điểm t được cho bởi {\displaystyle [g'(t),f'(t)]}. Quy tắc l'Hôpital nói rằng slope của tiếp tuyến tại 0 là giới hạn của các slope của các tiếp tuyến tại các điểm "rất gần" 0.

## Chứng minh của quy tắc l'Hôpital
Một chứng minh phổ biến của quy tắc l'Hôpital là sử dụng định lý giá trị trung gian Cauchy. Chứng minh quy tắc l'Hôpital có một số điểm khác nhau trong các trường hợp khác nhau như: c và L hữu hạn hay vô hạn, ƒ và g hội tụ về 0 hay về vô cùng, giới hạn là một bên hay hai bên. Tuy nhiên, tất cả chúng đều dựa theo hai trường hợp chính sau:

### 0/0
Giả sử c và L là các số thực và ƒ và g hội tụ về 0.
Trước hết, ta có ƒ(c) = g(c) = 0. Vì thế ƒ và g liên tục tại c, nhưng không thay đổi giới hạn (vì theo định nghĩa, giới hạn không phụ thuộc vào giá trị hàm tại điểm c). Vì {\displaystyle \scriptstyle \lim _{x\to c}{\frac {f'(x)}{g'(x)}}} tồn tại nên có một khoảng (c − δ, c + δ) mà với mọi x thuộc khoảng, với trường hợp ngoại lệ x = c, cả {\displaystyle \scriptstyle f'(x)} và {\displaystyle g'(x)} tồn tại và  {\displaystyle g'(x)} khác 0.
Nếu x nằm trong khoảng (c, c + δ), thì theo định lý giá trị trung gian và định lý giá trị trung gian Cauchy đều áp dụng đúng với khoảng [c, x] (và tương tự trong trường hợp x thuộc khoảng (c − δ, c)). Định lý giá trị trung gian nói rằng g(x) khác 0 (vì nếu ngược lại thì tồn tại y trong khoảng (c, x) mà g'(y) = 0). Từ định lý giá trị trung gian Cauchy, ta suy ra có một ξx thuộc (c, x) thỏa mãn
{\displaystyle {\frac {f(x)}{g(x)}}={\frac {f'(\xi _{x})}{g'(\xi _{x})}}}.
Nếu x tiến đến c, thì ξx tiến tới c (theo nguyên lý kẹp). Do {\displaystyle \scriptstyle \lim _{x\to c}{\frac {f'(x)}{g'(x)}}} tồn tại, suy ra
{\displaystyle \lim _{x\to c}{\frac {f(x)}{g(x)}}=\lim _{x\to c}{\frac {f'(\xi _{x})}{g'(\xi _{x})}}=\lim _{x\to c}{\frac {f'(x)}{g'(x)}}}.

### ∞/∞
Giả sử L là một số hữu hạn, c là một số hữu hạn dương, ƒ và g hội tụ về +∞.
Với mọi ε > 0, tồn tại một số m sao cho
{\displaystyle \left|{\frac {f'(x)}{g'(x)}}-L\right|<\varepsilon } (với {\displaystyle x\geq m}).
Theo định lý giá trị trung gian, nếu x > m, thì g(x) ≠ g(m) (vì nếu ngược lại thì tồn tại y trong khoảng (m, x) sao cho {\displaystyle g'(y)=0}). Áp dụng định lý giá trị trung gian Cauchy cho khoảng [m, x], ta có
{\displaystyle \left|{\frac {f(x)-f(m)}{g(x)-g(m)}}-L\right|<\varepsilon } (với {\displaystyle x>m}).
Vì ƒ hội tụ về +∞ nên nếu x đủ lớn, ta có ƒ(x) ≠ ƒ(m). Viết
{\displaystyle {\frac {f(x)}{g(x)}}={\frac {f(x)-f(m)}{g(x)-g(m)}}\cdot {\frac {f(x)}{f(x)-f(m)}}\cdot {\frac {g(x)-g(m)}{g(x)}}}.
Khi đó,
{\displaystyle {\begin{aligned}&\left|{\frac {f(x)-f(m)}{g(x)-g(m)}}\cdot {\frac {f(x)}{f(x)-f(m)}}\cdot {\frac {g(x)-g(m)}{g(x)}}-{\frac {f(x)-f(m)}{g(x)-g(m)}}\right|\\&\quad \leq \left|{\frac {f(x)-f(m)}{g(x)-g(m)}}\right|\left|{\frac {f(x)}{f(x)-f(m)}}\cdot {\frac {g(x)-g(m)}{g(x)}}-1\right|\\&\quad <(|L|+\varepsilon )\left|{\frac {f(x)}{f(x)-f(m)}}\cdot {\frac {g(x)-g(m)}{g(x)}}-1\right|\end{aligned}}}.
Với x đủ lớn, cái này nhỏ hơn ε và do đó
{\displaystyle \left|{\frac {f(x)}{g(x)}}-L\right|<2\varepsilon }. *
- (*) Chú ý: Có một số bước bị bỏ qua.